# Кованица
Кованица или новчић је парче чврстог метала које се користи као платежно средство. Имају стандардне величине и праве се у великим количинама. Кованице се углавном праве од легуре метала или неких других синтетичких материјала. Округло су облика користе се као новац упоредо са новчаницама и углавном је највећа номинална вредонст једне кованице мања од новчанице најмање номиналне вредности. Најмања кованица искована је у Швајцарској 2020. године. Има лик Алберта Ајнштајна и пречник од 2,96 милиметара.
Историјски гледано, знатна разноликост кованог метала (укључујући легуре) и других материјала (нпр. порцелана) коришћена је за производњу кованица за оптицај, прикупљање и улагање у метал: ковани новац често служи као погодније складиште за осигурну количину и чистоћу метала од других полуга.

## Историја

### Полуге и неозначени метали
Метални инготи, сребрне полуге или неозначене шипке вероватно су били у употреби за размену међу многим цивилизацијама које су овладале металургијом. Тежина и чистоћа полуга били би кључна одредница вредности. У Ахеменидском царству у раном 6. веку пре нове ере, ковање новца још није било познато, а трампа и донекле сребрне полуге коришћене су уместо тога за трговину. Сматра се да је пракса коришћења сребрних полуга за валуту такође била актуелна у Централној Азији од 6. века пре нове ере. Кованице су биле еволуција „валутних“ система касног бронзаног доба, где су се инготи стандардне величине, и жетони као што је новац у облику ножа, користили за чување и пренос вредности.

### Тонгбеј у Кини бронзаног доба (око 1100. п. н. е.)
У касном кинеском бронзаном добу направљени су стандардизовани ливени жетони, попут оних откривених у гробници у близини Анјанга. То су биле реплике у бронзи раније кинеске валуте, кауриске шкољке, те су добиле назив бронзана шкољка.

### Гвоздено доба

#### Лидијски и јонски електрумски новац (око 600. п. н. е.)
Најраније кованице углавном су повезани са Анадолијом из гвозденог доба с краја 7. века п. н. е, а посебно са краљевством Лидије. Рани електрумски новчићи (алувијална легура злата и сребра, који се јако разликују по пропорцијама и обично са око 40–55% злата) нису били стандардизовани по тежини, а у најранијој фази можда су били ритуални предмети, као што су беџеви или медаље, које су издаване свештеницима. Непредвидивост састава електрума у природи имплицирала је да има променљиву вредност, што је увелико отежало његов развој.
Већина раних лидијских новчића не укључује писање („мит“ или „натпис“), већ само слику симболичне животиње. Стога се датирање ових кованица првенствено ослања на археолошке доказе, а најчешће цитирани докази долазе из ископавања у Артемидином храму у Ефесу, који се назива и Ефеска артемисија (која ће касније еволуирати у једно од Седам чуда древног света), место најранијег познатог депозита електрумских новчића. Будући да су у том храму откривени најстарији „новчићи” из лавље главе, а изгледа да нису коришћени у трговини, ови предмети можда нису били новчићи већ беџеви или медаље које су издавали свештеницима тог храма. Анатолијска Артемида била је Πὀτνια Θηρῶν (Потнија Терон, „Господарица животиња”), чији је симбол био јелен. Прошло је неко време пре него што су древни новчићи коришћени за привреду и трговину. Чак и електрумски новчићи најмањих апоена, можда вредни око једне дневнице, били би превише вредни за куповину векне хлеба. Могуће је да су први новчићи који су се користили за малопродају на широкој основи вероватно били с малим удлом сребра, Хемиобол, старогрчки новац који су ковали јонски Грци крајем шестог века пне.
Насупрот томе, Херодот је поменуо иновацију коју су направили Лидијци:
Колико имамо сазнања, они [Лидијци] су били први људи који су увели употребу златног и сребрног новца, и први који су продавали робу на мало.— Херодот, И94
Аристотел и Полукс помињу да је први издавалац кованог новца био Хермодик/Демодик из Kима. Kим је био град у Еолиди, у близини Лидије.
Још један пример локалног поноса је спор око ковања новца, било да га је први започео Фекдон из Аргоса, или Демодика од Кима (која је била жена Мајдаса Фригијца и кћерка краља Агамеменона од Киме), или Еричтониос и Лицос из Атине, или Лидијци (како Ксенофан каже) или Наксијани (како су мислили Англостени).— Јулије Полукс, Онамастикон IX.83
Многи рани лидијски и грчки новчићи ковани су под влашћу приватних особа и стога су више сродни жетонима или значкама него модерним кованицама, иако је због њиховог броја евидентно да су неки били службена државна издања. Најранији исписани новчићи су Фејнсови, који су датирани на период 625–600 године пне из Ефеса у Јонији, са натписом ΦΑΕΝΟΣ ΕΜΙ ΣΕΜΑ (или слично) („Ја сам беџ/знак/спомен Фејнеса/светлости“), или само носећи име ΦΑΝΕΟΣ („Фејнсов“).
Први електрумски новчићи које је издао монарх су они које је ковао краљ Алијат Лидијски (умро око 560. п. н. е.), због чега се овај краљ понекад помиње као зачетник ковања новца.